# Gaditusa coxalis
Gaditusa coxalis is een hooiwagen uit de familie Podoctidae.